# 維爾德斯維爾
維爾德斯維爾是瑞士伯恩州的村鎮，位於該國中西部，

## 地理

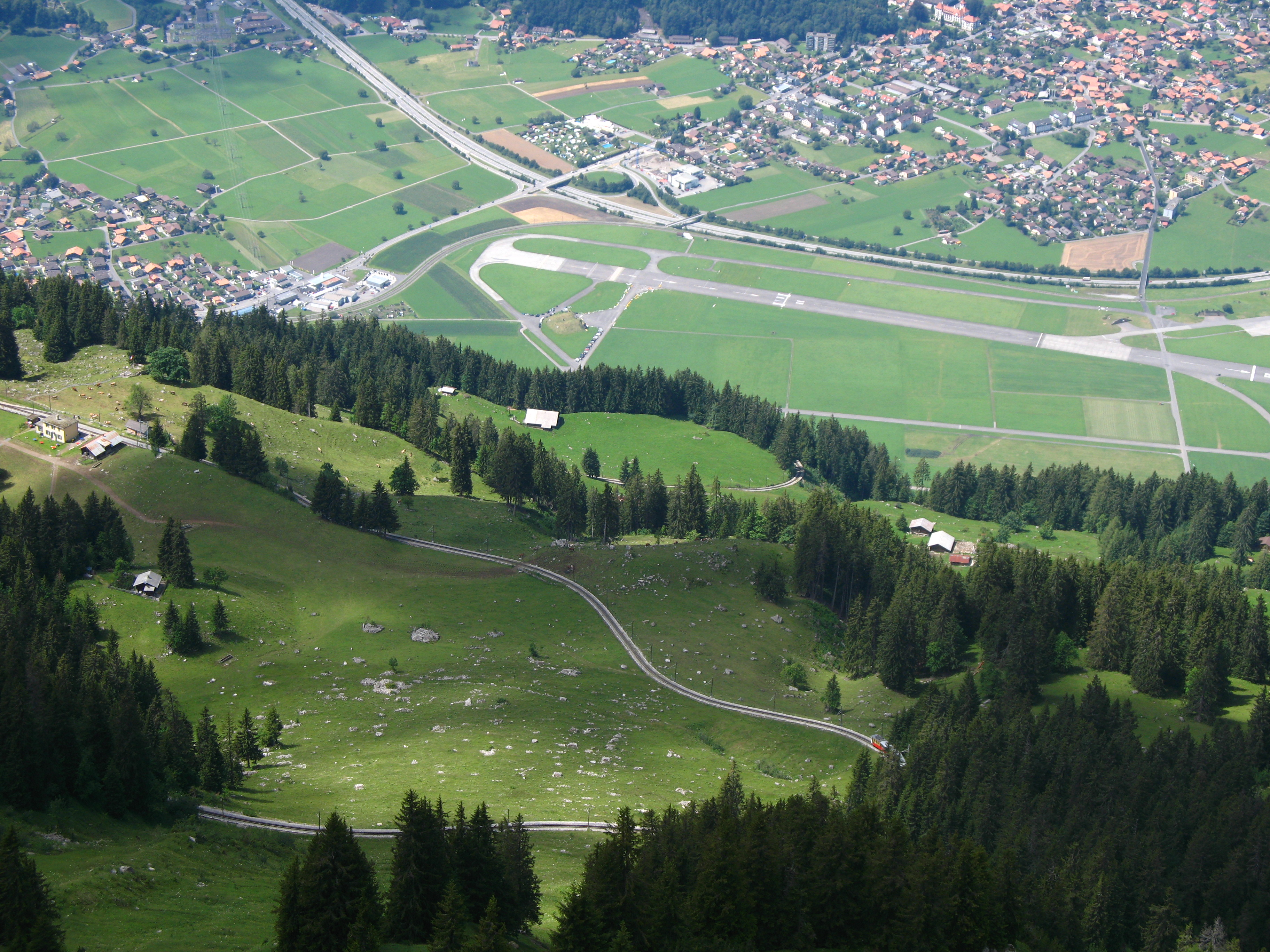
View from the Schynige Platte down toward Wilderswil

維爾德斯維爾村鎮位於伯恩高地圖恩湖與布里恩茨湖之間，在因特拉肯以南約4公里處。其市街沿著呂奇納河西岸與山谷西側的山地，延伸約8公里。海拔高度從580公尺到蘇勒格（Sulegg）山頂的2,413公尺，由維爾德斯維爾、穆勒嫩（Mülenen）和格施泰格爾門德（Gsteigallmend）等村莊組成。
維爾德斯維爾村鎮的面積為13.19平方公里。其中，2.67平方公里（19.7%）為農業用地，包括2.7%為果園或小片樹林、7.7%為牧場、9.5%用於高山牧場。7.77平方公里（57.4%）為森林覆蓋。在其餘的土地中，1.35平方公里（10.0%）為已開發區域（建築或道路），0.18平方公里（1.3%）為河流或湖泊，1.57平方公里（11.6%）為荒地，包括6.7%為非生產性植被，4.9%為多石地形而無植被。

## 運輸
維爾德斯維爾火車站是鎮上的主要交通樞紐，可搭乘伯爾尼高地鐵路（Berner Oberland Bahn）的列車至因特拉肯與勞特布倫嫩、格林德瓦。該站也是許尼格觀景台鐵路（Schynige Platte Railway）的終點站。該鎮有道路連接至A8高速公路。

## 旅遊業
維爾德斯維爾是通往少女峰地區核心地帶許多遊覽的出發點。該鎮有16家酒店、汽車旅館和旅館，共有900張床位，300間度假屋，以及一個於夏季開放的露營地。